# Hafizullah Amin
Hafizullah Amin (* 1. August 1929 in Paghman; † 27. Dezember 1979 in Kabul) war ein kommunistischer afghanischer Politiker. Vom 14. September 1979 bis zu seiner Ermordung durch sowjetische Spezialeinheiten war er Präsident des Landes.

## Leben
Amin wurde in Paghman (nahe Kabul) in sehr einfache Verhältnisse als Angehöriger der Ghilzai geboren. Zunächst studierte er an der Universität Kabul, danach bis 1957 in den USA. Er kehrte nach einem kurzen Aufenthalt in Afghanistan 1962 wieder in die USA zurück, setzte sein Studium fort und erwarb den Doktorgrad. In den USA hörte er zum ersten Mal von den stalinistischen Säuberungen und war begeistert von der Idee, die Bourgeoisie zu bekämpfen.
Nach seiner endgültigen Rückkehr aus den USA wurde er Mitglied der Demokratischen Volkspartei Afghanistans (DVPA) und neben Nur Muhammad Taraki und Babrak Karmal einer der Anführer der Partei. Amin und Taraki gehörten zur leninistischen Chalq-Fraktion innerhalb der Partei, während Karmal der gemäßigten Parcham-Fraktion angehörte.

### Machtübernahme
Amin war wahrscheinlich im April 1978 einer der Drahtzieher der Saur-Revolution gegen Daoud Khan, in deren Folge Muhammad Taraki Präsident wurde. Amin war nach dem Putsch Leiter der Geheimpolizei Afghanistans, während Babrak Karmal Premierminister wurde. An der Macht führten die drei Männer eine Bodenreform durch und begannen, das Land in eine stalinistische Diktatur zu verwandeln. Insbesondere die erzwungene Säkularisierung sowie die Ermordung der Oberschicht führten zu einem breiten Widerstand in der Bevölkerung. In Folge gründeten sich 1978/79 rund 30 Mudschahedin-Gruppen.
Mit der zunehmenden Gewalt überfordert, versuchte Taraki, die Sowjetunion dazu zu bringen, militärisch in den Konflikt einzugreifen; das wurde aber vom sowjetischen Politbüro abgelehnt.:S. 21 ff.
Um die politische Zielsetzung kam es auch zu Auseinandersetzungen innerhalb der DVPA.

### Ermordung Tarakis
Im Februar 1979 wurde der amerikanische Botschafter in Kabul, Adolph Dubs, von islamischen Fundamentalisten entführt und getötet. Dies führte zu einem neuen Führungsstreit innerhalb der DVPA und dem Erstarken der Chalq-Fraktion gegenüber der gemäßigteren Parcham-Fraktion. Daraufhin ging Karmal ins Exil nach Moskau.
Amin wurde nach langem Streit im März 1979 zum Premierminister Afghanistans ernannt. Gleichzeitig traf sich Taraki mit Leonid Breschnew, dem Staats- und Parteichef der Sowjetunion. Angesichts des Vorgehens Amins gegen die eigene Partei und des Machtzuwachses des ehemaligen Geheimdienstchefs wurde beschlossen, Amin aus allen Ämtern zu entfernen. Nach der Rückkehr bestellte Taraki Amin zu einem Treffen ein. Amin stimmte dem Treffen zu, wollte aber den sowjetischen Botschafter als Schutz bei dem Treffen dabei haben.
Amin ahnte bereits, dass er ausgeschaltet werden sollte, und fuhr am 13. September 1979 mit einigen seiner Wachen zum vereinbarten Treffpunkt am Volkspalast. Dort eröffneten Sicherheitskräfte das Feuer auf ihn. Amin floh und kehrte mit stärkeren Kräften zurück. Er konnte die Palastwache zum Seitenwechsel bringen und Taraki verhaften lassen. Am 8. Oktober ordnete Amin die Ermordung des Rivalen an. Der Ex-Präsident wurde wahrscheinlich mit einem Kissen erstickt. Einige Tage später verkündeten afghanische Medien, Taraki sei an einer „unbekannten Krankheit“ gestorben.

### Präsidentschaft
Nach der Ermordung Tarakis übernahm Hafizullah Amin die Macht und versuchte den Widerstand, der sich immer noch im Land ausbreitete, niederzuschlagen. In der Folge eskalierte der Bürgerkrieg.
Die Sowjetunion reagierte zunächst nicht auf den blutigen Regierungswechsel in Kabul. Amin verhielt sich loyal zur Sowjetunion, konnte die wachsende Unruhe im Land aber nicht eindämmen. Von sowjetischer Seite wurde befürchtet, Amin könne sich schließlich den USA zuwenden und dort um Unterstützung bitten, was zu einer Stationierung von Truppen der US-Streitkräfte an der empfindlichen afghanischen Nordwestgrenze zur UdSSR hätte führen können. Das Politbüro beschloss am 11. Dezember 1979, Amin zu liquidieren und seine Regierung aufzulösen.:S. 58
Bereits vorher war es zu Putschversuchen der afghanischen Armee gekommen. Daraufhin waren Einheiten des KGB, die Gruppe ALFA sowie die 154. unabhängige SpezNas-Abteilung, bei der sowjetischen Botschaft in Kabul stationiert worden. Offiziell sollten sie den Präsidenten „beschützen“.:S. 52 ff., 58
Dem KGB war es gelungen, einen seiner Agenten als Koch in den Präsidentenpalast einzuschmuggeln. Dieser Koch sollte versuchen, Hafizullah Amin, dessen Neffen Asadullah Amin und den Chef der Spionageabwehr Mohammed Yaqub zu vergiften. Dieser Plan schlug am 13. Oktober 1979 zunächst fehl, nur Asadullah Amin hatte Vergiftungserscheinungen und wurde nach Moskau ausgeflogen.:S. 60
Aufgrund der Ereignisse verlegte Amin seine Residenz in den besser zu bewachenden Tajbeg-Palast am Rande von Kabul.

### Tod
Die KGB-Einheiten wurden ebenfalls in die Nähe des Palastes verlegt, da sie offiziell den Auftrag hatten, den Präsidenten zu bewachen. Gleichzeitig spähten sie das Gelände aus, da die Sowjetunion zu diesem Zeitpunkt keine Karten des Geländes um den Palast besaß.:S. 61
Am Morgen des 27. Dezember 1979 begann die sowjetische Invasion Afghanistans mit der Operation Storm-333. Sowjetische Truppen landeten auf dem Flughafen Kabul.
Das afghanische Politbüro wurde nach seiner morgendlichen Sitzung zunächst mit Schlafmitteln vergiftet, dann verhaftet.:S. 68 ff. Amin, der glaubte, die Sowjetunion wolle ihn endlich mit Truppen unterstützen, nahm zunächst sein Frühstück ein, das, wie sich später herausstellte, vergiftet war. Durch das Eingreifen eines sowjetischen Arztes konnte Amin am Leben gehalten werden, einige seiner Mitarbeiter und Familienmitglieder starben aber an den Folgen der Vergiftung.:S. 70 ff.
Kurz danach stürmten sowjetische Soldaten der 9. Kompanie des 345. unabhängigen Fallschirmjägerregiments sowie die Einheiten der 154. unabhängigen GRU-Speznas-Abteilung die Umgebung des Palastes und töteten zunächst Amins Garde.:S. 72 ff. Danach drangen die SpezNas-Einheiten der Gruppe ALFA, aufgeteilt in die Gruppen ZENITH und GROM, in den Palast ein und töteten Amin sowie einen seiner Söhne mit einer Handgranate.:S. 78 ff.